# Ahuy
Ahuy település Franciaországban, Côte-d’Or megyében. Lakosainak száma 1695 fő (2022. január 1.). Ahuy Messigny-et-Vantoux, Hauteville-lès-Dijon, Fontaine-lès-Dijon, Asnières-lès-Dijon, Daix és Dijon községekkel határos.

## Népesség
A település népességének változása:
| Lakosok száma | 603  | 960  | 1356 | 1283 | 1265 | 1184 | 1210 | 1337 | 1591 | 1695 |
|               | 1968 | 1982 | 1999 | 2006 | 2012 | 2015 | 2017 | 2018 | 2020 | 2022 |